# 바이옌쑹
바이옌쑹(중국어 간체자: 白岩松, 정체자: 白岩鬆, 병음: Bái Yánsōng, 한자음: 백암송, 1968년 8월 20일~)은 중화인민공화국의 앵커이자 언론인으로 내몽골 자치구 후룬베이얼시 출신이다. 중국중앙텔레비전(CCTV)의 앵커로 활동했으며 2000년 시드니 하계 올림픽과 2008년 쓰촨 대지진과 같은 역사적 사건을 중점 보도하여 인기를 끌었다.